# مغود (مغوئیه)

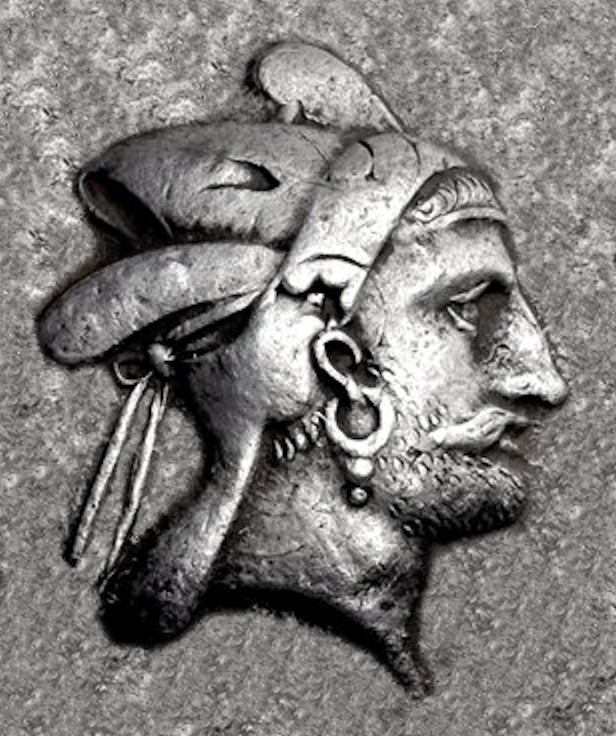
سکه فرترکه

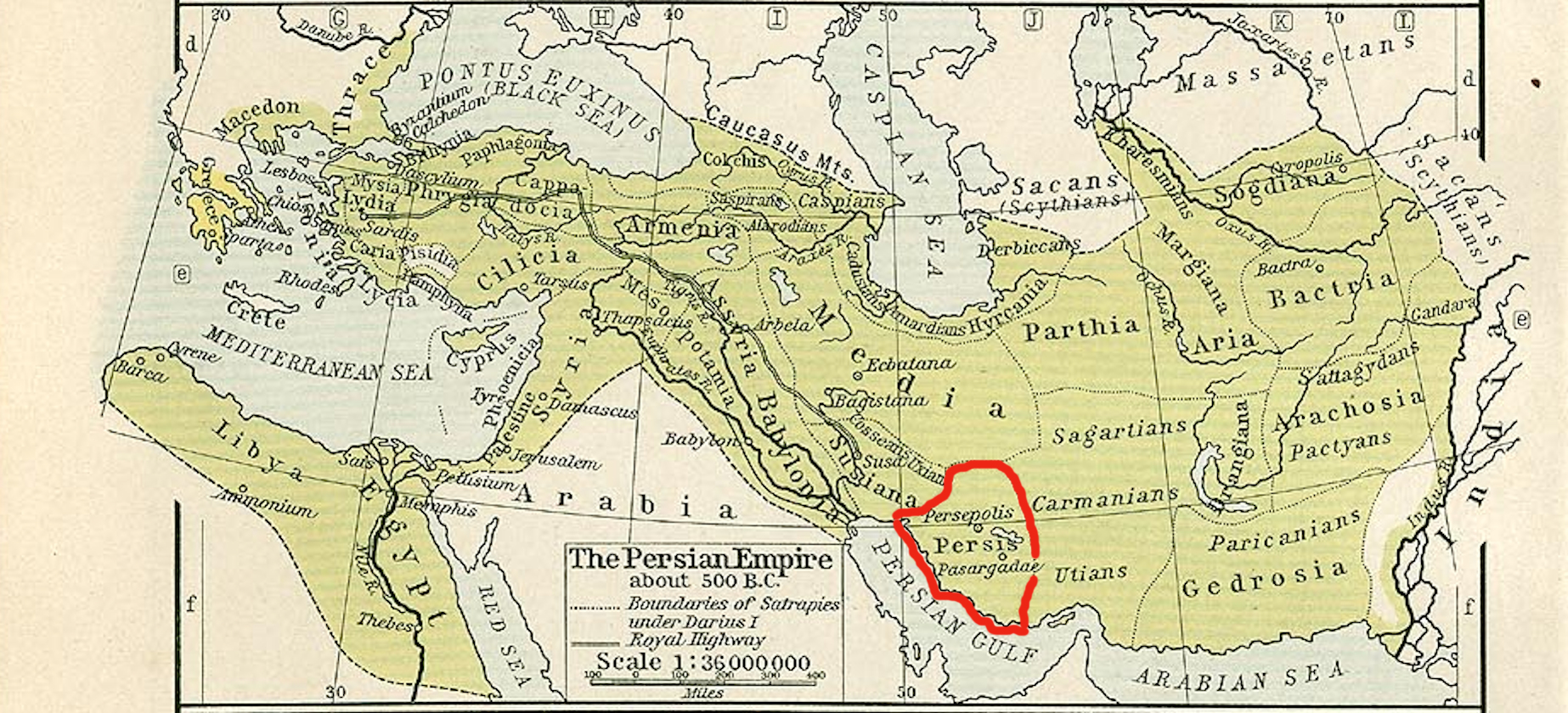
تقسیمات حکومت فرترکه

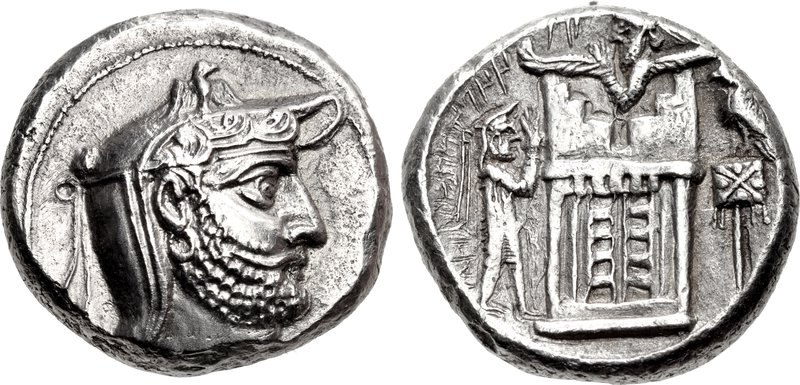
سکه فرترکه

مغود (مغوئیه) مربوط به اشکانیان  است و در شهرستان رفسنجان، روستای مغو واقع شده و این اثر در تاریخ ۱ فروردین ۱۳۴۵ با شمارهٔ ثبت ۴۹۶ به‌عنوان یکی از آثار ملی ایران به ثبت رسیده است.
آثار کشف شده از گورستان مغو نشان دهنده تاریخ کهن این منطقه است ، از جمله آثار کشف شده سکه های نقره مربوط به حکومت فرترکه (شاهان محلی پارس) که روزگارانی بر قسمت‌هایی از کرمان حکومت میکردند
انتشار خبر  اکتشاف این گورها در تعدادی از جراید و روزنامه های کشور سبب اعزام هیئتی از کارشناسان باستان شناس  به سرپرستی مهندس (جواد بابک) به شهرستان رفسنجان شد این هیئت رهسپار محل گردید و برسی گورها اطلاعات کاملتر واشیاء بیشتری بدست آمد در مرحله بعد محققان به تفحص در نام دهات و آبادیها پرداختند طبق تحقیقات و بررسی آنها اسامی آبادیها چون ((دال دان)).  در زبان پارسی باستان به معنی ((آشیانه عقاب)) می‌باشد و کلمه مغو از کلمه مغو نام پیشوایان دینی ادیان کهن آریایی اخذ شده است همچنین گفته میشود مغ کلمه ای( پهلوی) به معنی گودال و مغو یعنی (جای گود و ژرف) است
با کشف مسکوکات مربوط به این حکام در مغو رفسنجان مشخص شد دامنه قدرت این سلسله محلی پارس بر بخشی از کرمان امروزی توسعه داشته است 